# Freak Kitchen
Pour les articles homonymes, voir Kitchen.
Freak Kitchen est un groupe suédois de metal progressif, originaire de Göteborg. Leur haut niveau technique conduit souvent les gens à comparer leur style à du metal progressif.  Néanmoins, la puissance et le rythme, les aspects pop et l'amusement continuel perceptibles dans leur musique, font de ce trio, un groupe de heavy metal accessible à tous.

## Biographie

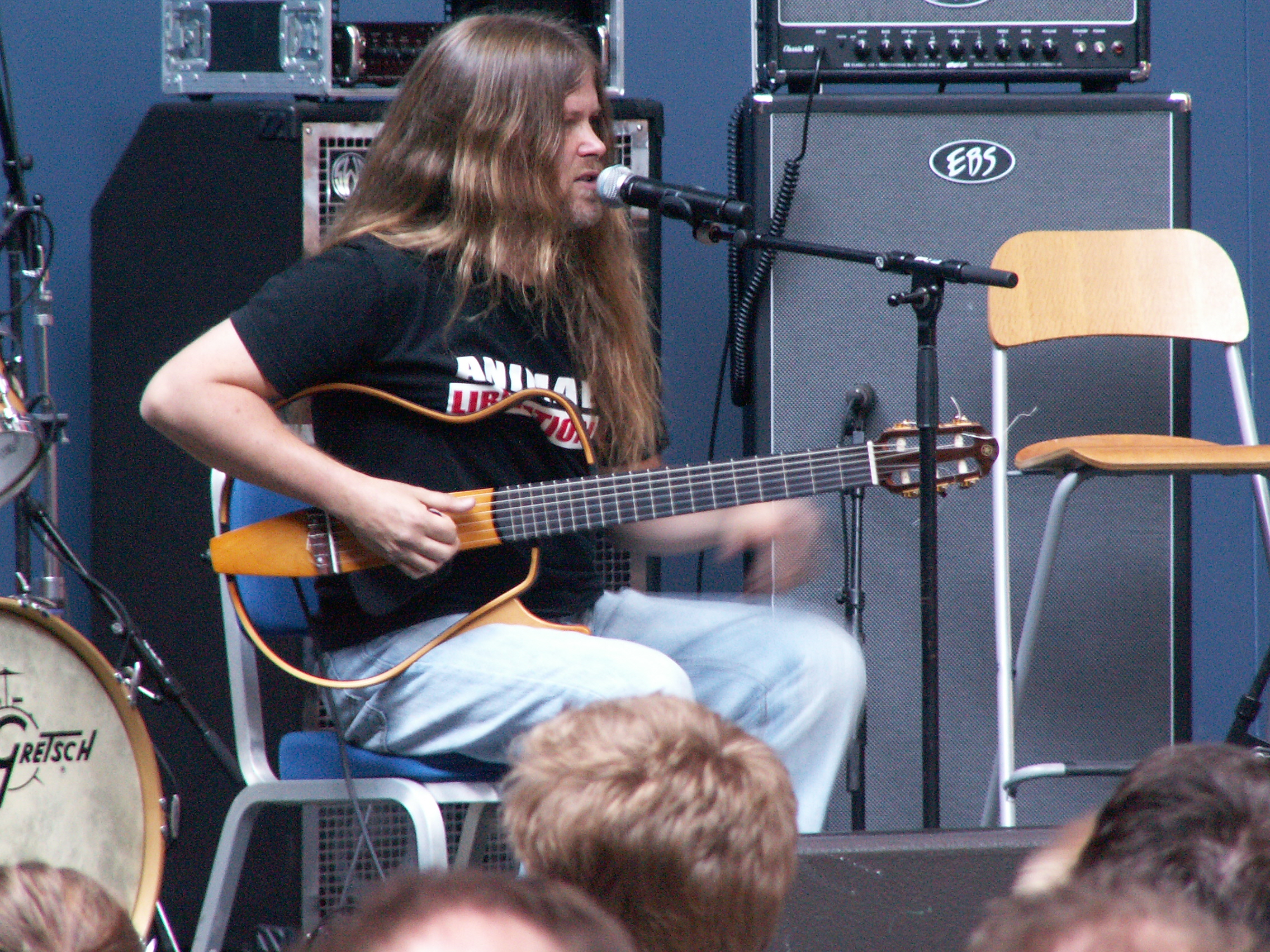
Mattias Eklundh, leader du groupe.

Freak Kitchen est formé en 1992. Il devait à l'origine être un groupe danois formé aux côtés du producteur Torben Schmidt du groupe d'AOR Skagarack, avec le leader Mattias Eklundh. Avant leur implication dans le groupe Fate, Eklundh et le batteur Joakim Sjöberg étaient membres du groupe suédois Frozen Eyes, au sein duquel ils enregistraient plusieurs démos en 1988. En 1993, le groupe se lance dans l'enregistrement de son premier album studio, Appetizer, publié en 1994. Il est suivi en mai 1996 d'un deuxième album studio, Spanking Hour. Lui-même est suivi par un troisième album studio, Freak Kitchen en 1998.
En janvier 2003, Freak Kitchen est annoncé au Headway Festival aux Pays-Bas.
Freak Kitchen publie son sixième album, Organic, le 27 avril 2005, qui fait participer Ron Thal, chanteur/guitariste de Bumblefoot. En janvier 2006, le groupe est confirmé pour le festival ProgPower USA VII organisé les 15 et 16 septembre la même année au Earthlink Live d'Atlanta, en Géorgie. Ils embarquent ensuite au Clinic Tour à la fin de 2006. Le 28 septembre 2007, ils sont annoncés au Konsert & Kongress de Linköping, en Suède, aux côtés du Linköping Jazz Orchestra. En octobre 2009, le groupe publie l'album Land of the Freaks.
Après cinq ans de silence discographique (mais de nombreuses tournées ainsi que beaucoup d'apparitions de Mattias pour des démonstrations de matériel et des masterclasses), Freak Kitchen réapparaît avec un nouvel opus Cooking with Pagans annoncé à la fin de 2013. L'album est relativement bien accueilli par la presse spécialisée,.

## Style musical
Le style de Freak Kitchen est influencé par de nombreux genres musicaux en dehors de la scène metal classique. Les influences viennent de toutes parts, allant du jazz à la pop, tout en incluant un esprit à la Frank Zappa. Le groupe a d'ailleurs défini leur troisième album comme un « banal petit disque de heavy-pop-rock-latin-world-jazz-avant-garde-metal-blues ». Les paroles des chansons de Freak Kitchen sont souvent, à l'image de leur musique, assez drôles et évoquent des situations cocasses. Mais il n'est pas rare qu'elles fassent également de sérieuses critiques envers la société, les grandes compagnies du disque et le commerce abusif qui se fait autour de la musique.[réf. nécessaire]
Le leader du groupe, Mattias IA Eklundh est considéré[Par qui ?] comme un guitariste de grand talent. Sa personnalité et celle de ses acolytes font de leurs concerts des grands moments de musique, mais aussi de cirque. Il n'est pas rare de voir Mattias "IA" Eklundh jouer de sa guitare avec des objets plus insolites les uns que les autres. On notera par exemple ses performances avec un vibromasseur sur sa six cordes, ou bien ses expérimentations de death metal à l'aide de boîtes à musique pour bébé.[réf. nécessaire]

## Membres

### Membres actuels
- Mattias « IA » Eklundh - chant, guitares (depuis 1992)
- Christer Örtefors - basse, chant (depuis 2000)
- Björn Fryklund - percussions (depuis 2000)

### Anciens membres
- Christian Grönlund - basse, chant (1992-2000)
- Joakim Sjöberg - percussions, chant (1992-2000)

## Discographie
- 1994 : Appetizer
- 1996 : Spanking Hour
- 1997 : Junk Tooth (EP)
- 1998 : Freak Kitchen
- 2000 : Dead Soul Men
- 2002 : Move
- 2005 : Organic
- 2009 : Land of the Freaks
- 2014 : Cooking with Pagans
- 2018 : Confusion To The Enemy
- 2024 : Everyone Gets Bloody

## Vidéographie

### Clips
- 2002 : Nobody's Laughing, tiré de Move, dirigé par Patric Ullaeus
- 2014 : Freak of the Week, tiré de Cooking With Pagans, dirigé par Juanjo Guarnido[11]